# Katamenes tauricus
Katamenes tauricus är en stekelart som först beskrevs av Henri Saussure 1855.  Katamenes tauricus ingår i släktet Katamenes och familjen Eumenidae. Utöver nominatformen finns också underarten K. t. viratus.